# هربرت باکه
هربرت باکه (به آلمانی: Herbert Backe) (زاده ۱ می ۱۸۹۶ - درگذشته ۶ آوریل ۱۹۴۷) وزیر کشاورزی رایش سوم از سال ۱۹۴۲ تا سال ۱۹۴۵ بود.